# Protector Heights
Protector Heights är en kulle i Antarktis. Den ligger i Västantarktis. Argentina, Chile och Storbritannien gör anspråk på området. Toppen på Protector Heights är 2 245 meter över havet.
Terrängen runt Protector Heights är bergig norrut, men söderut är den kuperad. Protector Heights är den högsta punkten i trakten. Trakten är obefolkad. Det finns inga samhällen i närheten.